# إليزابيث جاكوبس
إليزابيث جاكوبس (بالإنجليزية: Elizabeth Jacobs)‏ هي عالمة الإنسان أمريكية، ولدت في 1903، وتوفيت في 21 مايو 1983.